# Linh dương đồng cỏ Nam Phi
Linh dương đồng cỏ Nam Phi hay trâu cỏ (danh pháp hai phần: Damaliscus pygargus) là một loài động vật có vú trong họ Bovidae, bộ Artiodactyla. Loài này được Pallas mô tả năm 1767.

## Hình ảnh

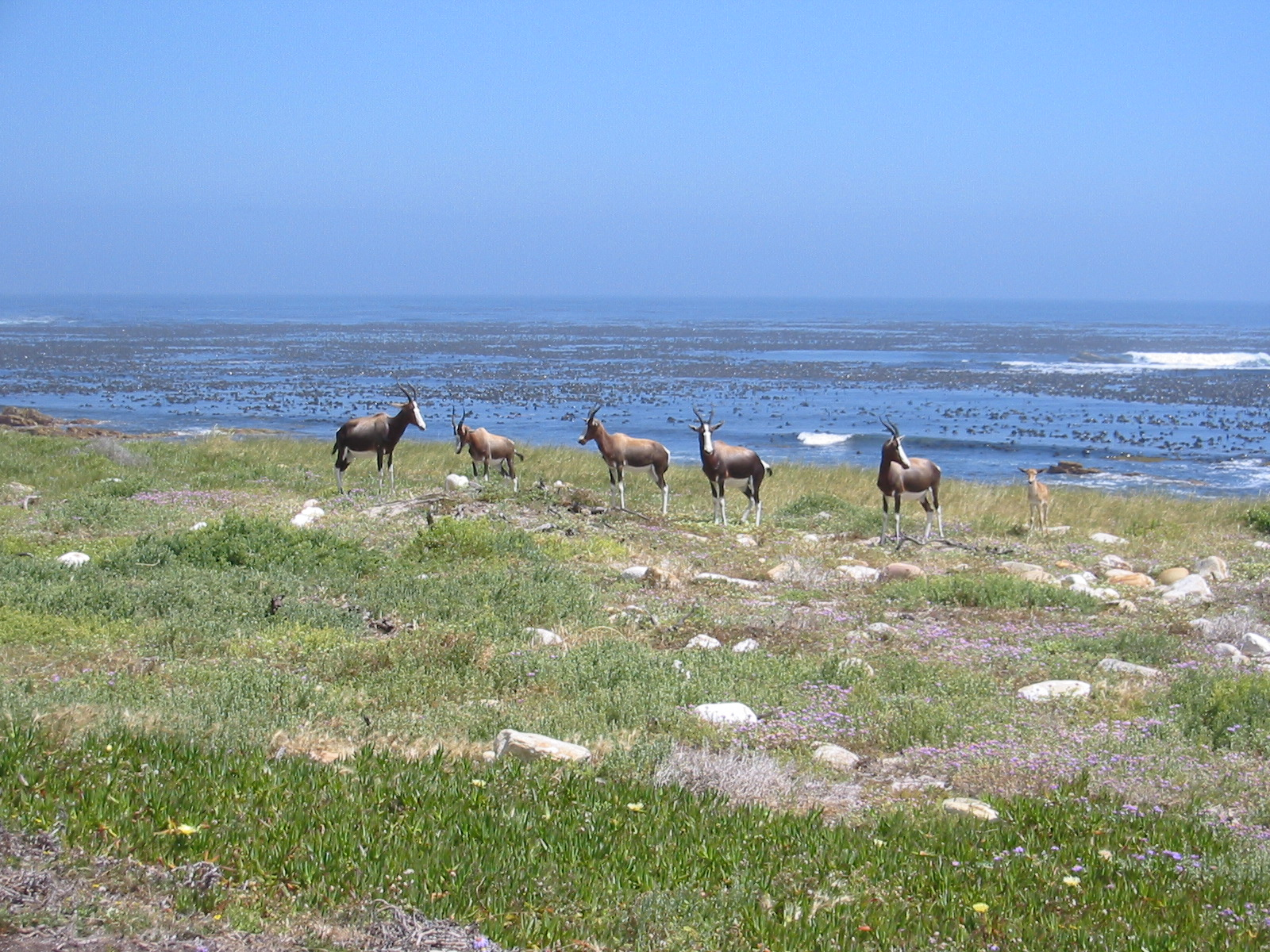
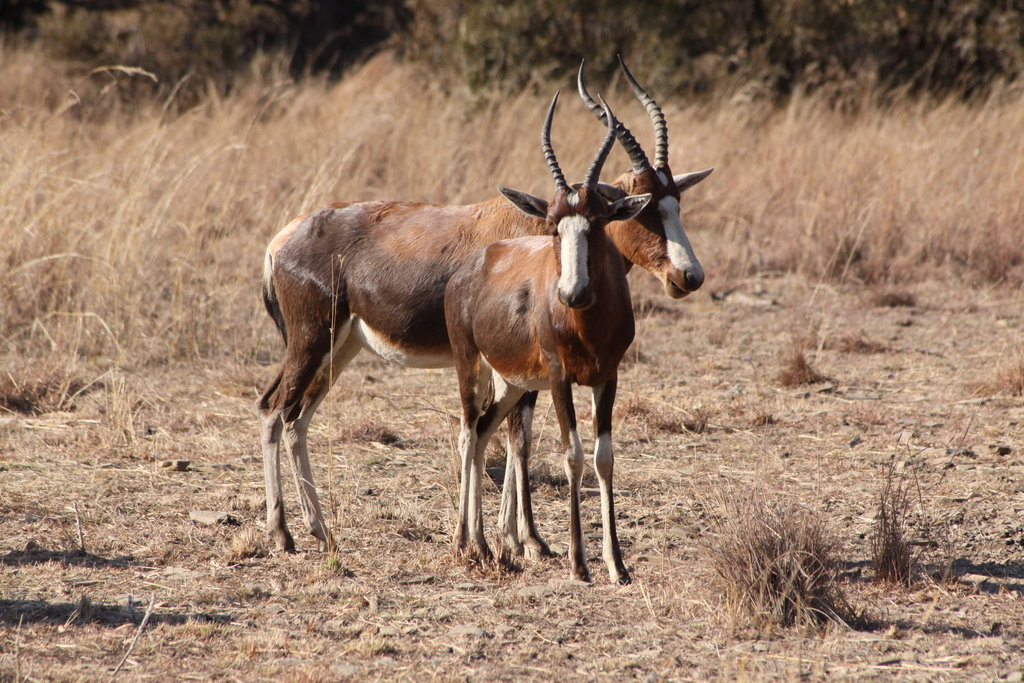
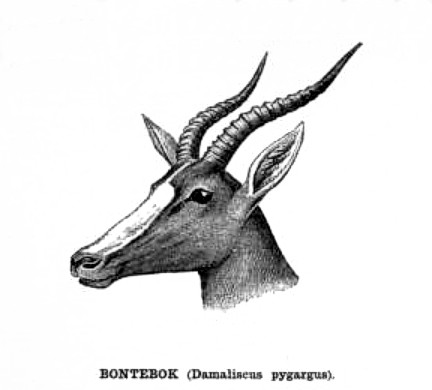
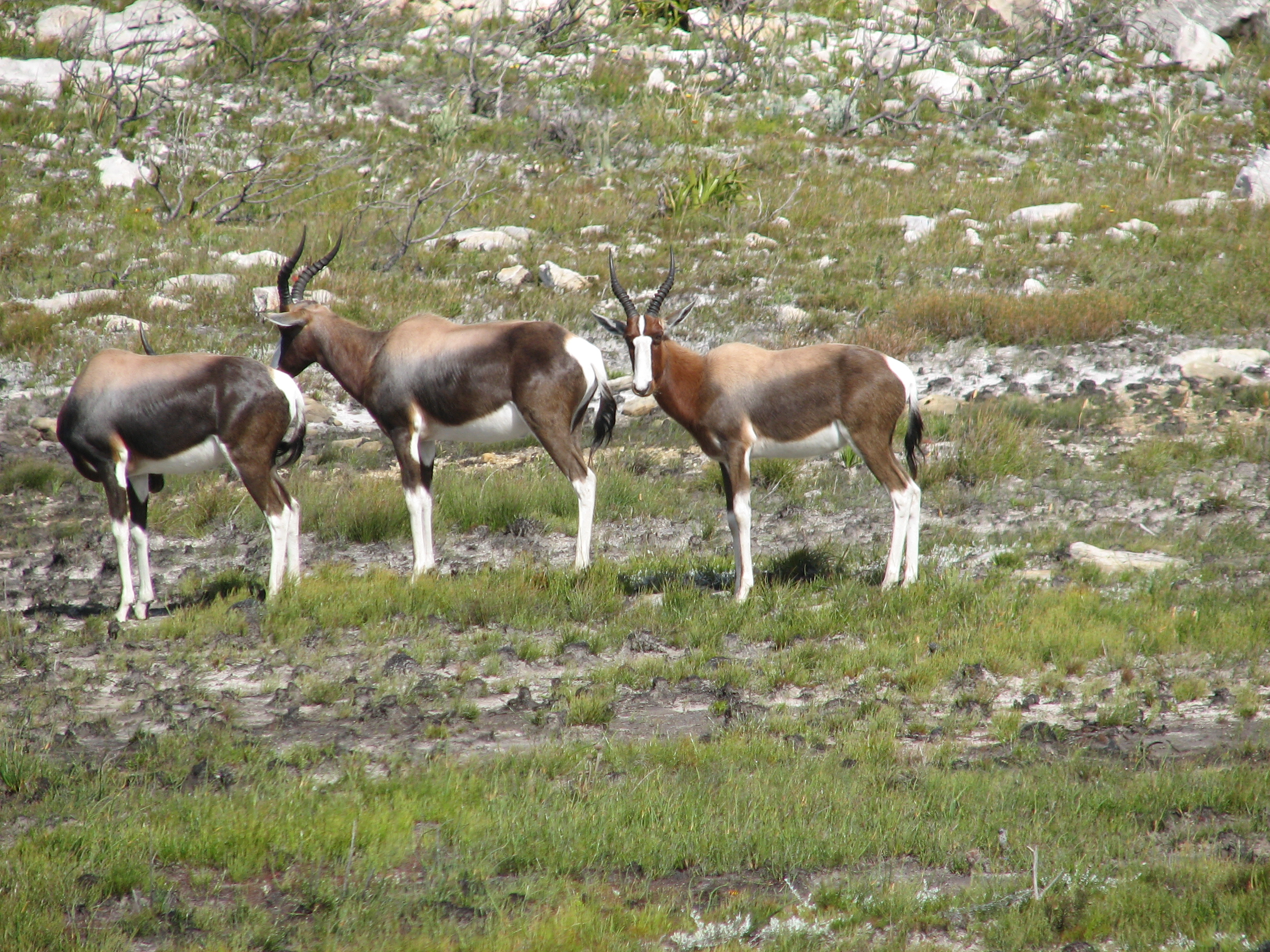